# Gnathia lacunacapitalis
Gnathia lacunacapitalis är en kräftdjursart som beskrevs av Menzies och George 1972. Gnathia lacunacapitalis ingår i släktet Gnathia och familjen Gnathiidae. Inga underarter finns listade i Catalogue of Life.